# Carmelo Paternicò
Carmelo Paternicò (Piazza Armerina, 26 marzo 1967) è un arbitro di pallacanestro italiano.
È l'arbitro siciliano con più stagioni in Serie A: 27, aggiornato alla stagione 2023-'24.

## Carriera
Ha iniziato ad arbitrare nel 1987, ma solo dieci anni dopo, grazie a Nar Zanolin, allora coordinatore degli arbitri, è stato promosso in Lega A. Nel 2003 ha ottenuto la licenza di arbitro internazionale FIBA, diventando disponibile anche per gli incontri di EuroLeague.